# Liturgia (antica Grecia)

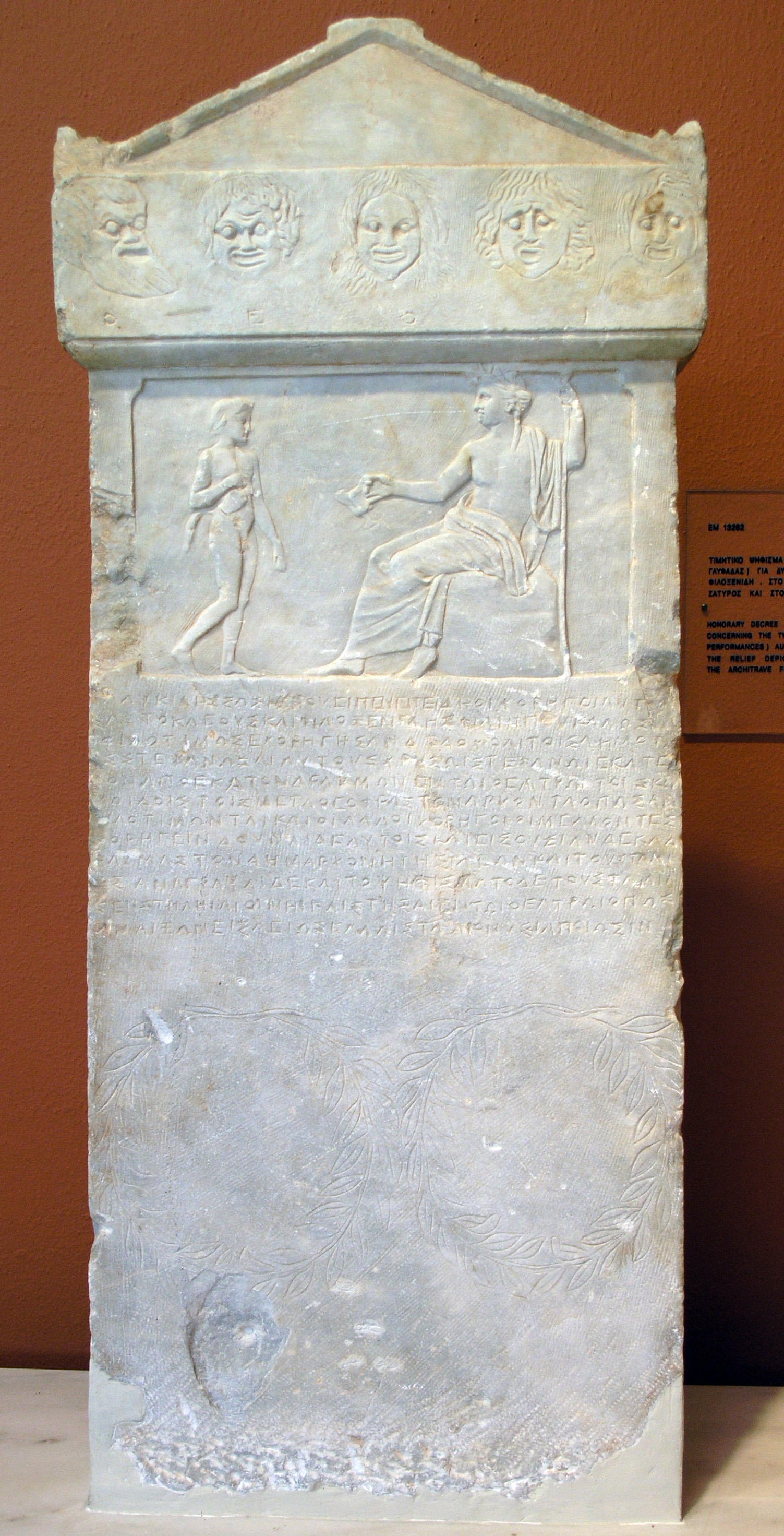
Decreto onorifico ateniese, risalente al 313/312 a.C., commemorante i choregoi Auteas e Philoxenides (Museo epigrafico di Atene).

La liturgia (in greco antico: λειτουργία o λῃτουργία?, leitourghía o letourghía, da λαός/laós, "popolo" ed ἔργον/érgon, "lavoro"), indicava nell'antica Grecia, un servizio pubblico istituito dalla polis e finanziato, in forma solitamente volontaria, dai membri più eminenti della comunità (cittadini o meteci) in base al principio secondo cui la ricchezza personale è posseduta solamente per tramite della città.
Va, inoltre, detto che, sebbene il sistema liturgico fosse presente in numerose poleis, esso risale, tuttavia, ai primordi della Democrazia ateniese e ne seguì le vicende fino al suo declino, quando, in età ellenistica, fu eclissato dal fenomeno dell'Evergetismo, tipico dei sistemi di governo assolutistici.

## Funzionamento

### Principi
La liturgia fu una delle modalità preferite di finanziamento delle città greche dal momento che permetteva di associare facilmente ogni spesa pubblica con una fonte immediata di reddito, evitando peraltro l'imposizione di tributi diretti che erano considerati gravissime privazioni della libertà personale e pertanto venivano attuati solo in condizioni straordinarie (si veda in merito l'imposizione della eisphora da parte di Atene nel corso della Rivolta di Mitilene).
Tale flessibilità rendeva la liturgia, inoltre, particolarmente adatta a finanziare spese improvvise, tanto da venire adottata anche in regimi di natura oligarchica, come ad esempio a Rodi; in ogni caso ogni città greca adottava una prassi specifica del tutto autonoma dalle altre o la mutava a seconda delle specifiche circostanze e pertanto non sussiste nessuna rigorosa uniformità.

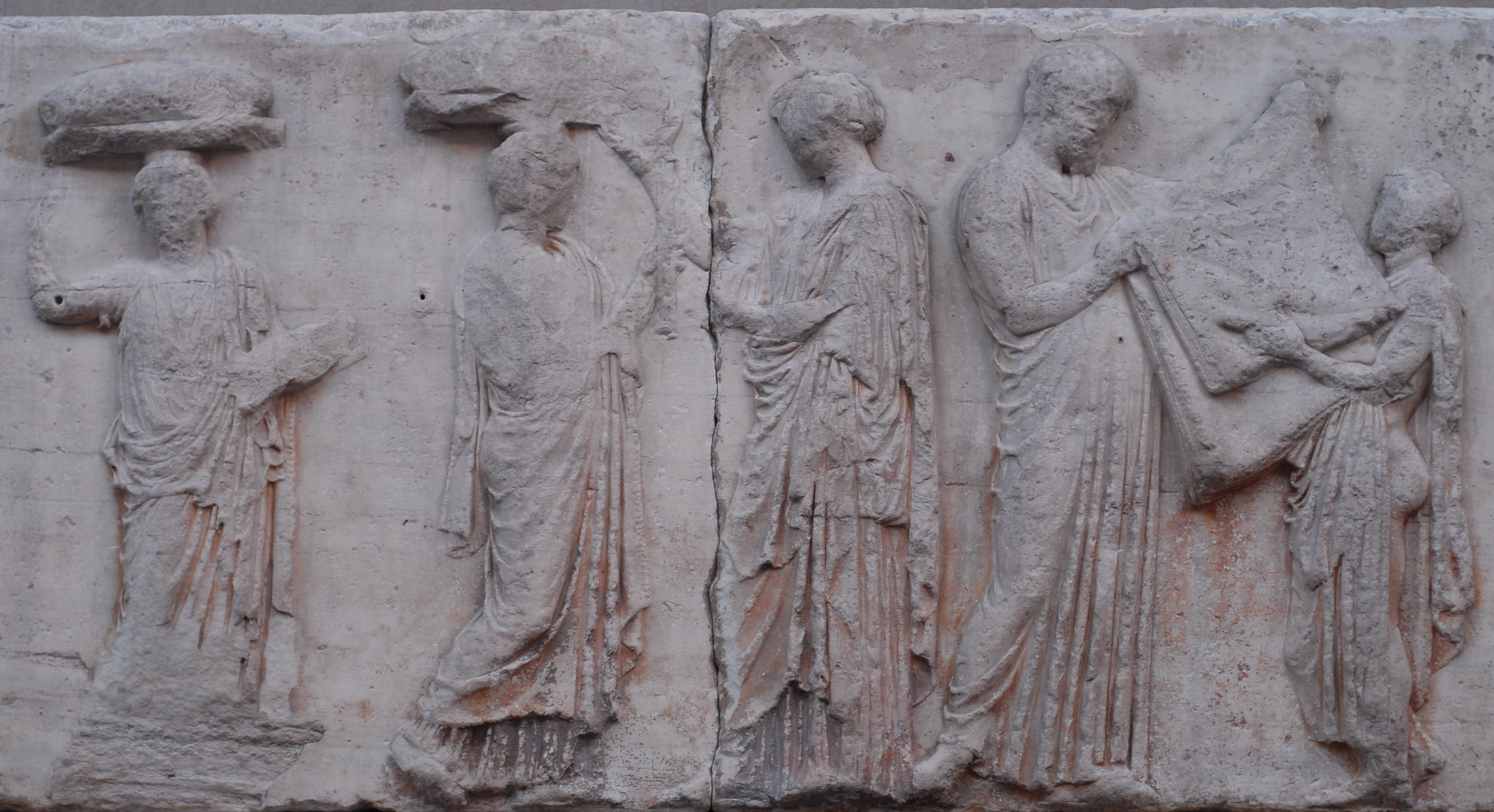
Blocco V, sezione est del fregio del Partenone, rappresentante (secondo la teoria più diffusa) gli arrhephoroi.

### Classificazione
Le liturgie sono state classificate in due categorie: quelle militari, di natura straordinaria; e quelle civili, associate alle festività religiose o agonistiche (relative, in sintesi, ad ogni evento o competizione sportiva e culturale).
Le liturgie civili più importanti e diffuse erano certamente la  gymnasiarchia  (γυμνασιαρχία), ovvero la gestione e il mantenimento della palestra cittadina e la coregia (χορηγία), ovvero il finanziamento dei membri del coro presso il teatro per le competizioni drammatiche; in ogni caso, tuttavia, poiché ogni città era in grado di creare nuove liturgie in funzione di immediate necessità ovvero di sopprimerle in forma temporanea o permanente, vi erano numerose liturgie minori.
Alcune liturgie minori, diverse per contenuto ma facenti parte di festività religiose, erano: la  hestiasis  (ἑστίασις), ovvero il finanziamento del banchetto pubblico della tribù cui apparteneva il liturgista; la architheoria (ἀρχιθεωρία), ovvero l'invio, a spese del liturgista, di una delegazione ai Giochi Panellenici; l'arrhephoria (ἀρρηφορία), ovvero il coprire il costo delle  arrhephorai, quattro ragazze dell'alta società ateniese incaricate di portare il peplo  alla statua di Atena Partenos e di dedicarle torte ed abiti bianchi ornati d'oro.
Le liturgie militari erano invece richieste solo in casi di necessità; di queste, la più importante ed esemplificativa era la trierarchia, ovvero il mantenimento di una trireme e del suo equipaggio per un anno, nel corso del quale l'obbligato, detto trierarca, poteva assumere il comando della nave sotto la direzione dello strategos (naturalmente, il trierarca poteva affidare il compito ad uno specialista mantenendo su di sé solo gli oneri economici).
Nel corso della Guerra del Peloponneso, fu istituita ad Atene la proeisphora in cui un soggetto, selezionato all'interno di una specifica classe o  symmoria, avrebbe sopportato l'eisphora ovvero un vero e proprio tributo diretto sul reddito volto a compensare i costi della guerra; va notato che tale imposta era esistente anche a Sparta. Incerta è, infine, l'esistenza della hippotrophia (ἱπποτροφία), liturgia consistente nell'acquisto e nel mantenimento dei cavalli che, secondo alcuni, sarebbe stata istituita dopo le Guerre Persiane, ma le fonti non sono concordi.
Nel 355-354 a.C., Demostene stimò il numero di liturgie del calendario ateniese di essere sessanta all'anno, ma la cifra è ritenuta sottostimata. Infatti, le Dionisie richiedevano dai 23 ai 32 coregoi e oltre 10 hestiatores, le Panatenee 19 liturgisti all'anno contro i 30 o 40 necessari per le Grandi Panatenee che si tenevano ogni quattro anni, le Lenee avevano 5 choregoi mentre le Targelie 10. Infine, alcuni liturgisti erano necessari come complemento per i theoroi (θεωροί) che la città inviava ai Giochi panellenici e all'oracolo di Delfi, pertanto il numero totale oscillava probabilmente tra 97 e 118 liturgisti.

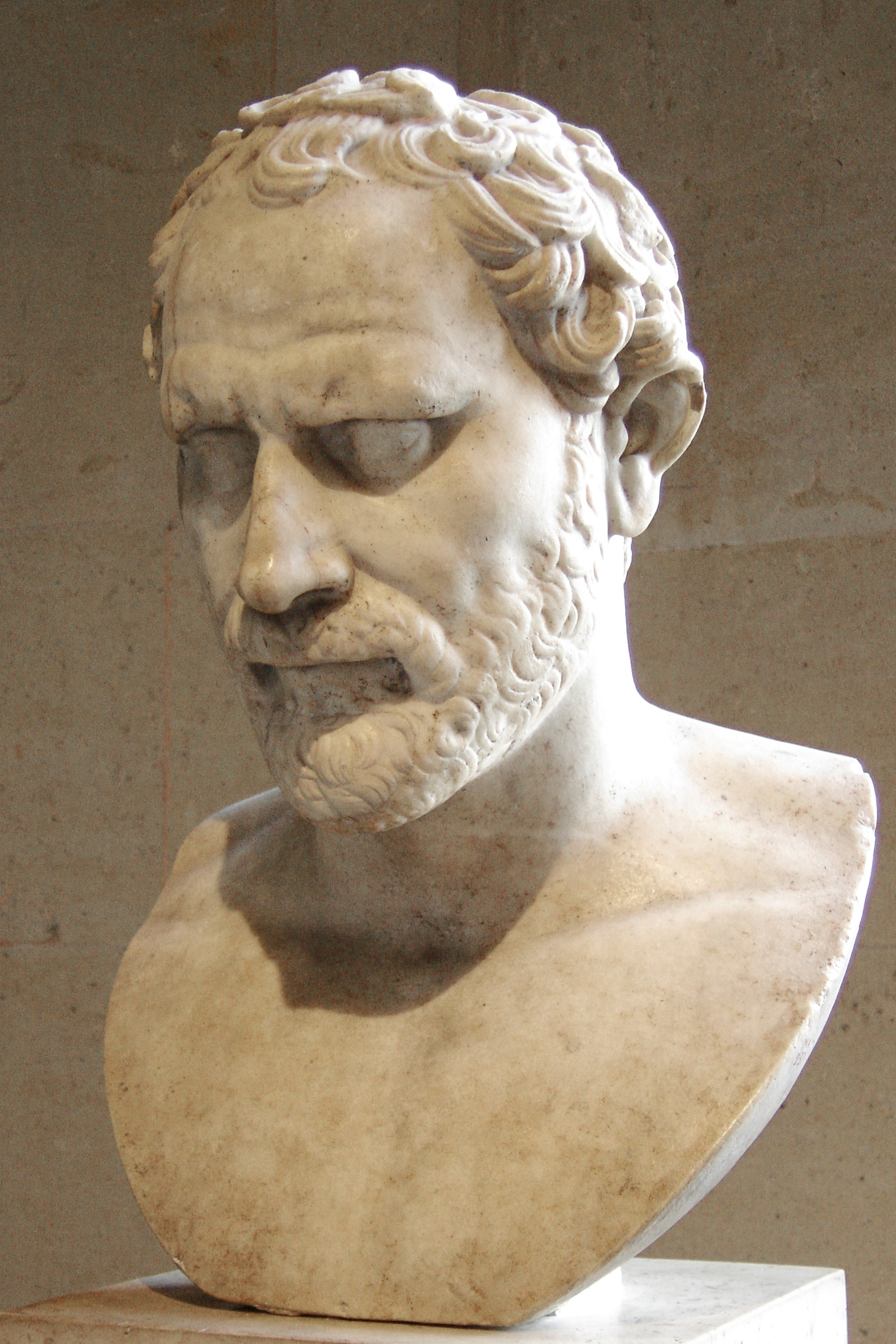
Busto di Demostene (Parigi, Louvre); l'insigne oratore fu liturgista numerose volte ed è una delle fonti più importanti degli studiosi moderni.

### Selezione dei Liturgisti
Il liturgista (λειτουργός), responsabile di una liturgia, veniva selezionato dai magistrati tra quei cittadini che avevano presentato volontaria richiesta, o che sembravano in grado di garantire gli oneri connessi.
In Atene, al tempo di Aristotele, il compito di designare i choregoi spettava per ogni festività all'arconte eponimo; facevano eccezione i coreghi delle Lenee, che erano indicati dall'arconte re. I trierarchi venivano scelti dallo stratego responsabile delle symmoriai e gli hestiatores dalle rispettive tribù. Va notato, inoltre, che i meteci, sebbene fossero spesso chiamati a contribuire, di rado partecipavano attivamente alle liturgie, con la sola eccezione della trierarchia.
La scelta di un liturgista, naturalmente, era determinata dal censo, stimato informalmente dalla città e dai liturgisti medesimi. Infatti, le fonti non riportano l'esistenza di un registro dei possibili liturgisti o che vi fossero soglie patrimoniali espresse poiché, si riteneva, ciò avrebbe fatto perdere il requisito di volontarietà, e avrebbe potuto causare problemi alla città qualora gli obbligati si fossero impoveriti.
In ogni caso, sebbene non vi fossero obblighi vincolanti di natura legale, esistevano tuttavia soglie di ricchezza informali oltre le quali il cittadino non si sarebbe potuto sottrarre o avrebbe potuto subire una citazione in tribunale: è noto, ad esempio, che nell'Atene del IV secolo a.C., un patrimonio di 10 talenti rendeva necessariamente un cittadino membro del "censo liturgico". In ogni caso, era possibile che cittadini aventi un patrimonio di tre talenti potessero prendervi parte ed è possibile che alcune liturgie potessero essere ricoperte anche da cittadini meno abbienti: infatti i principi di μεγαλοπρέπεια (generosità) e della φιλοτιμία (desiderio di gloria), che guidavano l'ideale liturgico, permettevano a chiunque di parteciparvi in conformità ai propri mezzi.
Per tali motivi, il patrimonio di ciascun liturgista e la percentuale della sua ricchezza impiegata, variano notevolmente rendendo così difficile valutare le dimensioni del cosiddetto "censo liturgico".
Secondo alcuni studi, nell'Atene Classica le persone in grado di sostenere i costi della liturgia non erano più di 900 e tra questi solo 300 potevano assumersi gli oneri più rilevanti e pertanto prestigiosi; altri studi propendono per numeri più elevati, comunque compresi tra i 1000/1200 e 2.000 individui.
Va, poi, notato che il numero dei soggetti coinvolti attivamente è necessariamente maggiore del numero totale di liturgie per via della possibilità di attuare deroghe ed esenzioni e che il "censo liturgico" non può essere considerato come un vero e proprio gruppo chiuso ed impermeabile poiché risentiva delle variazioni di ricchezza (derivanti sia dalle condizioni dell'economia sia da successioni ereditarie) e pertanto ha visto l'immissione di nuovi ricchi, così come l'impoverimento di famiglie antiche.
In conclusione, la selezione dei liturgisti nasceva da una ideologia competitiva del lusso tipicamente aristocratica, sviluppata nella età arcaica e mantenuta a proprio vantaggio dalla città democratica: i liturgisti, infatti, lungi dall'essere separati da una struttura amministrativa, sono le forze attive di un sistema basato sulla volontarietà del ruolo e sulla stratificazione della società ateniese, ed operano a vantaggio della città ricercando una gloria personale o famigliare: è, infatti, noto che la maggior parte degli ateniesi inclusi tra i trierarchi era discendente di trierarchi, così come le spese dei liturgisti assai spesso venivano trasmesse in eredità, fatto sottolineato dall'oratore Iseo.
In estrema sintesi, i più ricchi partecipavano alle liturgie, in particolare a quelle più onerose come la choregia, poiché desiderosi di acquisire una fama equivalente alle proprie fortune o per la pressione del gruppo dei pari ed in ogni caso, chiunque fosse tentato dall'evitare tale dovere morale, veniva scoraggiato dall'antidosi, un procedimento giurisdizionale che permetteva al cittadino nominato come liturgista di evitare di ottemperare indicando un altro soggetto.

### Oneri finanziari

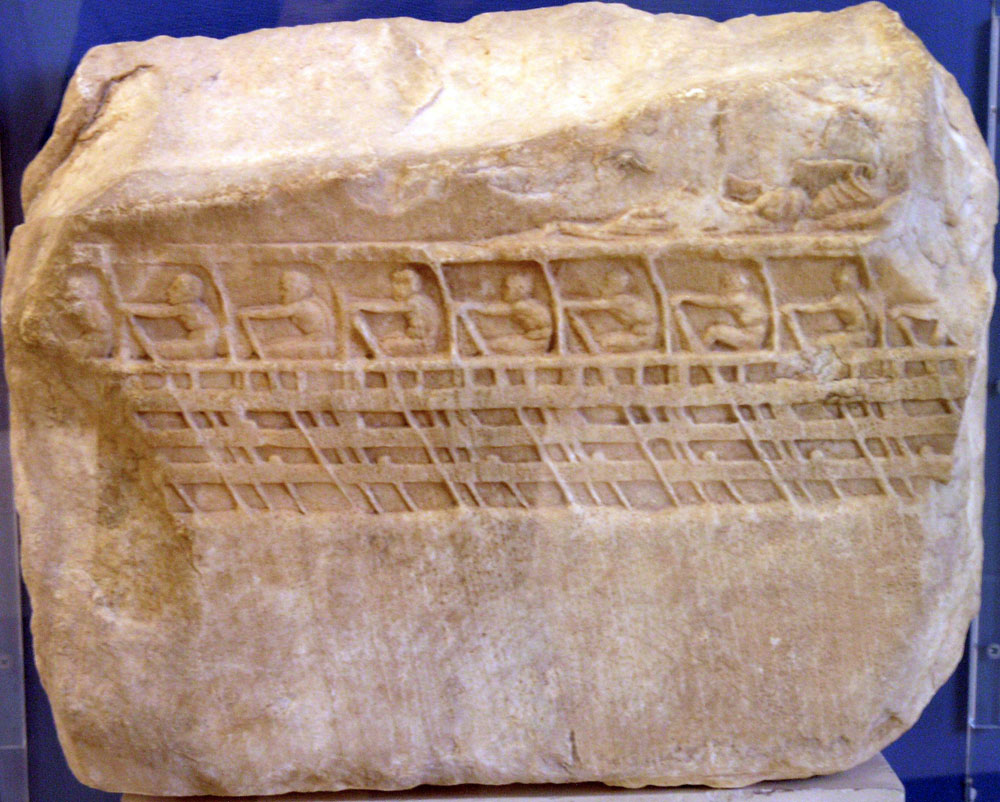
L'armamento di una trireme, la più costosa delle liturgie, c. 410–400 a.C. (rilievo conservato al Museo dell'Acropoli di Atene).

Il costo di una liturgia varia notevolmente secondo la sua natura e il prestigio. L'eutaxia  (εὐταξία), menzionata una sola volta nelle fonti e di cui non è nota la natura costava 50 dracme; un coro di ditirambo alle Panatenee 300. Assai più onerose erano la coregia alle Dionisie con un costo che poteva arrivare alle 3.000 dracme mentre la consacrazione di un tripode anche 5.000. La coregia alle Panatenee, invece, rappresentava lo stipendio annuale di un artigiano specializzato del V secolo a.C., pari a tre volte il reddito minimo necessario per servire come oplita.
La trierarchia poteva comportare rischi anche maggiori poiché dipendeva dalla durata della campagna militare o dalla condizione della nave affidata al trierarca: difatti gli oneri erano stimati tra le 2.000 e le 6.000 dracme ma Lisia sostiene che un suo assistito, nel corso di sette anni di trerarchia, spese oltre 6 talenti.
Va notato che i pesanti costi connessi alle liturgie militari indussero gli Ateniesi ad attuare diverse riforme: nel 377 a.C., fu istituita la proseishora che obbligava i due ateniesi più ricchi della propria simmoria ad anticipare l'intero contributo per poi rivalersi sugli altri cagionando spesso malversazioni e soprusi.
In seguito, fu istituita la sinterarchia che poneva il costo del mantenimento di una trireme a carico di due soggetti, e poi ancora, nel 357 a.C., furono istituite 20 simmorie composte da 60 contribuenti in modo da ripartire gli oneri della trierachia su un gruppo il più possibile vasto. In ogni caso, il sistema della simmoria fu abrogato alla vigilia della battaglia di Cheronea su proposta di Demostene in quanto favoriva i cittadini più ricchi e penalizzava i contribuenti più piccoli.
Di conseguenza, prendendo in considerazione un liturgista dotato di un patrimonio di dieci talenti (ad esempio lo stesso Demostene nel 360/359) e presumendo che il fondo agricolo desse un rendimento dell'8% diviene evidente che costoro dedicavano gran parte delle entrate annue alla trierarchia ed erano costretti a richiedere prestiti.

### Evasione

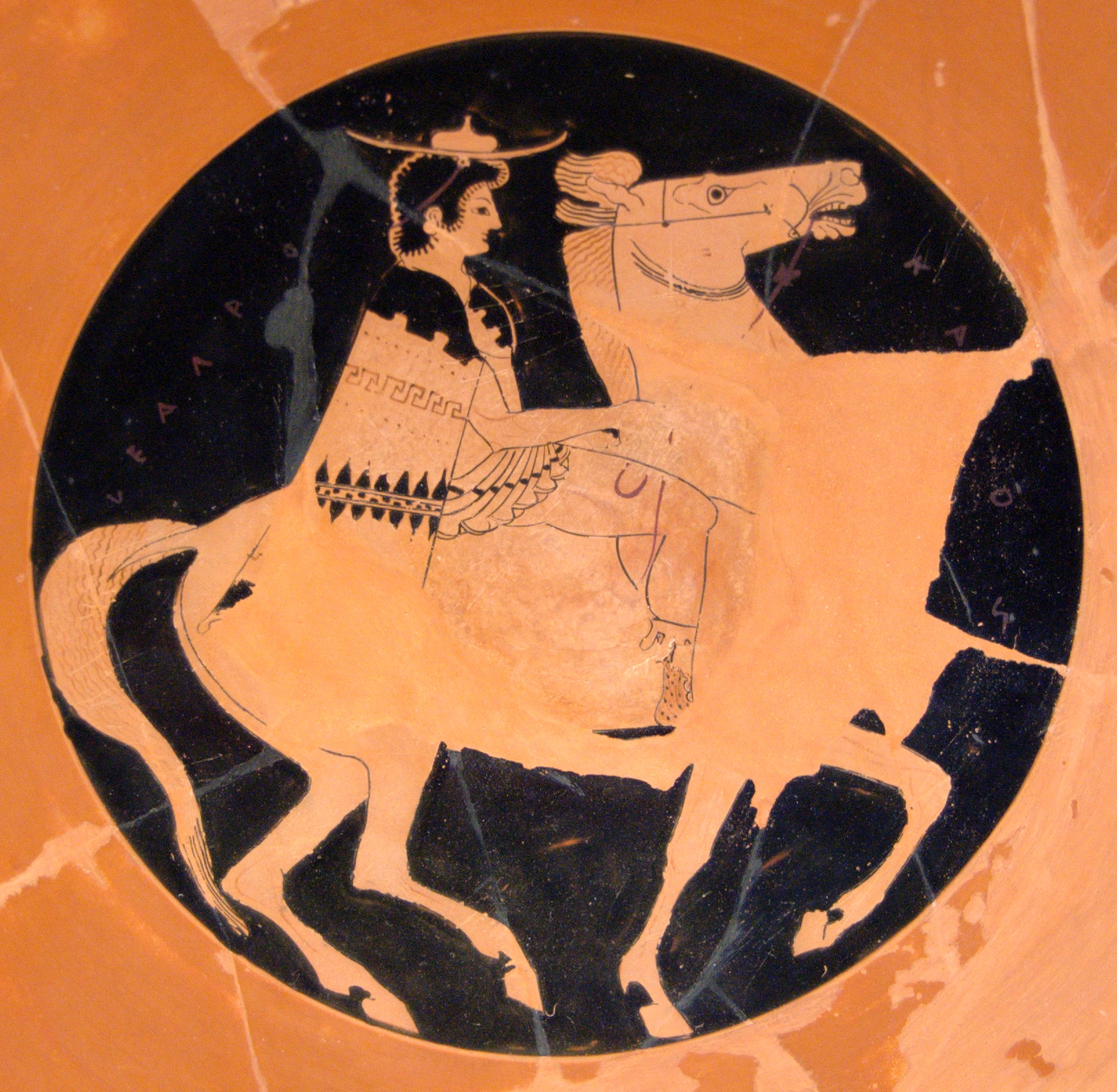
Coppa rappresentante un cavaliere (l'autore è Eufronio ed è conservata a Monaco, Staatliche Antikensammlungen): il servizio nella cavalleria è ritenuto uno dei motivi possibili di esenzione.

#### Esenzioni
Data la natura non vincolante delle liturgie, esistevano numerose esenzioni a vantaggio degli orfani e delle donne senza tutore legale (epiklerai) nonché per gli invalidi ed i cittadini che servivano la patria come cleruchi.
Inoltre, gli arconti in carica erano esentati dalla trierarchia mentre i minori, dotati di adeguati requisiti patrimoniali, erano sottoposti alla eisphora ed esisteva, almeno per le liturgie civili (esclusa quindi la trierarchia o ogni altri contributo di guerra) la cosiddetta atéleia (ἀτέλεια) ovvero un'esenzione a vantaggio di quei cittadini o meteci per i servigi resi alla città.
Infine, coloro che avevano precedentemente servito come liturgisti o che ne detenevano una, potevano usufruire di deroghe temporanee: questo impediva che la stessa persona fosse gravata contemporaneamente di due liturgie o che potesse assumere la medesima liturgia (o comunque una liturgia dal contenuto assimilabile) per più di due anni consecutivi ed, in effetti, i trierarchi godevano di una tregua biennale; non è certo, invece, se i cittadini che servissero nella cavalleria fossero esenti dalla trierarchia.
Naturalmente, tali esenzioni non avevano contenuto obbligatorio o vincolante: un volontario poteva intraprendere tutte le liturgie che desiderava tanto che un ricorrente anonimo di Lisia sostenne di essere stato corego per tre anni e trierarca per sette anni consecutivi spendendo in totale oltre 10 talenti; in ogni caso era assai raro che un cittadino rinunciasse all'esenzione e l'anonimato del cliente di Lisia rende tali informazioni dubbie o eccezionali.

#### Antidosi
L'antidosi (ἀντίδοσις in greco, "scambio"), era un'azione legale intentata da un liturgista appena nominato mediante la quale evitava la liturgia indicando un secondo cittadino da lui ritenuto essere più ricco; il convenuto poteva accettare la liturgia oppure ricorreva al processo al termine del quale la giuria avrebbe scelto il cittadino più ricco che, pertanto, avrebbe assunto la liturgia. Va, inoltre, notato che le azioni inerenti alla trierarchia avevano una scadenza processuale prefissata di un mese onde evitare di lasciare sguarnita la flotta. La fonte principale di tale azione legale è Demostene ed in particolare l'razione Contro Fenippo.
Se il meccanismo di tale azione non desta problemi, è incerta l'identità dello scambio: secondo parte della dottrina (che ha interpretato letteralmente il contenuto del paragrafo 19 dell'orazione Contro Fenippo) i due litiganti scambiavano effettivamente il patrimonio mentre altri suggeriscono che si tratti di un trasferimento della liturgia e che l'apposizione di sigilli, indicata da Demostene, veniva attuata dal tribunale allo scopo di valutare il patrimonio dei contendenti.
Apparentemente, il ricorso all'antidosi non era raro ed è ampiamente documentato dal fatto che costituisce uno dei repertori tipici dell'oratoria attica ma non è noto che siano avvenuti scambi del patrimonio tra i contendenti.

#### Occultamento dei beni
Il modo più semplice per evitare la liturgia era, ovviamente, quello di nascondere parte del proprio patrimonio poiché mancava un registro fiscale o patrimoniale dei contribuenti: i metodi più usati erano quello di seppellire la propria ricchezza oppure di depositarla presso un banchiere compiacente ("trapezite") rendendola praticamente invisibile alla collettività (ἀφανὴς οὐσία).
Con riferimento ai contributi militari straordinari, come la eisphora, Atene richiedeva ai propri contribuenti di fornire una stima della propria fortuna (τίμημα) ma, non esistendo agenzie fiscali, tali informazioni non erano affidabili, in particolare con riferimento ai meteci che, non potendo possedere fondi agricoli nell'Attica, investivano il proprio patrimonio in attività commerciali.
L'occultamento dei beni da parte dei ricchi appare quindi una pratica diffusa tanto che un cliente di Lisia si vanta che suo padre, pur potendovi facilmente, non vi fece mai ricorso; la pratica è confermata da Demostene secondo cui i ricchi erano soliti nascondere e non rivelare alla collettività i propri beni salvo quando la città si trovava in guerra o tali beni fossero in serio pericolo. In ogni caso, l'accusa di evadere gli oneri pubblici era assai frequente e vista in modo estremamente sfavorevole dalle giurie dei tribunali composte dalle classi medio-basse.

### Ruolo dei volontari
Nonostante l'onere finanziario rappresentato dalle liturgie, non mancavano i cittadini che si offrivano come volontari dal momento che davano lustro alla persona o alla famiglia e potevano essere usate anche con vantaggi elettorali come ampiamente attestato dal numero di iscrizioni onorifiche ove sono iscritti i nomi di cittadini o meteci che non avevano potuto compiere la liturgia poiché sostituiti da volontari (ἐθελοντής), come lo stesso Demostene nel 349 a.C.
Inoltre, non bisogna tralasciare l'impegno dei volontari che molto spesso si assumevano obblighi assai superiori al minimo, come dimostra un passaggio di un'orazione di Lisia in cui il contendente, vantandosi che, pur essendo parsimonioso, era disposto a spendere molto per il benessere cittadino tanto da aggiungere: "Se avessi voluto fare il minimo richiesto dalla legge, non avrei fatto nemmeno un quarto di queste spese".
Pertanto, l'assunzione di una liturgia può essere vista come una vera e propria traccia della moralità e dei valori dell'antica aristocrazia in una città democratica. o come un vero e proprio contratto tacito tra la città ed i suoi membri più ricchi che, in cambio di un pubblico beneficio, acquisivano rispetto ed onore (oltre che autorità politica) mentre l' grado di discrezionalità offerto ai liturgisti si spiega come una modalità per garantire una forte competitività tra i cittadini, riflesso anche questo della mentalità aristocratica.
Infatti, la liberalità della spesa (φιλοτιμία) incontra il riconoscimento (χάρις) della città ed i liturgisti più generosi venivano premiati con iscrizioni onorifiche o corone in argento che, al di là del valore intrinseco, fornivano notevole prestigio: ad Atene i primi tre trierarchi che avrebbero condotto la propria nave al molo ottenevano corone d'oro da 500, 300 e 200 dracme ed ogni qualvolta che un drammaturgo vinceva un concorso, condivideva la vittoria con il proprio corego, come avvenne con lo stesso Pericle alla vittoria della tragedia Persiani da parte di Eschilo nel 472 a.C..
La liturgia era, quindi, un'opportunità per affermare la devozione verso la città e al contempo rivendicare autorevolezza e prestigio sociale e politico, essendo utili occasioni per far risaltare la posizione politica del liturgista o, comunque, per guadagnare consenso: il liturgista, dedicando le proprie ricchezze per la città, otteneva di distinguersi dal resto della collettività e quindi legittimava la sua posizione sociale.
Tali principi sembrano essere confermati da un semplice dato: i liturgisti, pari al massimo al 10% dei cittadini ateniesi del IV secolo a.C., costituivano 1/3 dei politici ateniesi citati dalle fonti ovvero praticamente tutti quei soggetti abbastanza influenti da proporre all'Ecclesia un proprio decreto. La città, infine, otteneva un vantaggio non secondario: usando a proprio vantaggio i valori della élite nobiliare, ne otteneva l'assimilazione al tessuto sociale e politico, li poteva controllare e al contempo si garantiva un cospicuo finanziamento.

## Declino

### Ilmisthos
Per lungo tempo il rapporto tra liturgista e città fu considerato reciprocamente vantaggioso ma subì i primi logoramenti nel V secolo a.C., quando Pericle, desideroso di limitare l'influenza ed il prestigio del rivale Cimone, assai dedito alle liturgie, istituì il misthos.
Il misthos era un riconoscimento in danaro assegnato a quei cittadini che avevano ricoperto determinate cariche pubbliche fatto che permise a molti cittadini di ceto medio-basso, un tempo costretti a non abbandonare l'attività lavorativa, a partecipare attivamente alla vita politica della città e al contempo minava i forti legami tra i diversi gruppi aristocratici.

### IV e III secolo a.C.
Con la guerra del Peloponneso, le sempre crescenti spese militari indebolirono non poco il sistema liturgico: infatti, con la crescita degli oneri militari straordinari e le sempre maggiori richieste di trierarchi, minò non poco il principio secondo cui la ricchezza privata fosse rivolta al bene pubblico e ben presto i ceti più ricchi, con discrezione e senza che fosse apertamente ammesso, preferirono volgere le loro attenzioni al proprio interesse privato.
Infatti, nel 411 a.C., il rapporto tra il ceto aristocratico e la città si ruppe con il colpo di stato che portò all'istituzione della Boulé dei Quattrocento e nel 405 a.C., uno dei personaggi di Aristofane, ne la commedia Le Rane, esclama che non è più possibile trovare un ricco per la trierarchia poiché ognuno si veste di stracci e va in giro lamentandosi di essere bisognoso.
Alla fine del conflitto, la città riemerse impoverita e gravata dal peso dei debiti ma ormai ben pochi si offrivano come volontari per svolgere una liturgia tanto che un cliente di Lisia, selezionato come trierarca, definì la trierarchia come "un'azione dubbia", fatto che certamente esemplifica una vera e propria sfida alle responsabilità liturgiche e che si rafforzò con la Guerra di Corinto.
La Guerra Sociale segnò non solo la fine del sogno dell'impero ateniese ma anche quella della liturgia; infatti, i costi connessi al conflitto furono talmente elevati da indurre le classi dirigenti (Eubulo e Licurgo) ad attuare una politica di raccoglimento finanziario mediante la limitazione della spesa pubblica e l'aumento della pressione fiscale a carico dei più ricchi.
In questo periodo, il carattere volontario della liturgia perse ogni senso ma in ogni caso i rapporti tra i liturgisti ricchi e quelli appartenenti al ceto medio divennero assai tesi: le lamentele dei primi avevano ormai una dimensione innegabile di ostilità politica ed ideologica verso il demo e, sebbene la liturgia, fosse uno strumento a vantaggio dei poveri, il ceto medio denunciava duramente la mancanza di senso civico dei ricchi; di fronte alle esigenze finanziarie sempre più pesanti, i ricchi furono obbligati a scegliere tra conservare la propria ricchezza e conformarsi ai valori.
Infine, spenta la natura simbolica della funzione liturgica, rimase solo il suo aspetto pratico di tributi fiscali veri e propri; aspetto che, certamente, ne indebolì ancor di più la funzione di valore sociale.

### Scomparsa delle spese liturgiche

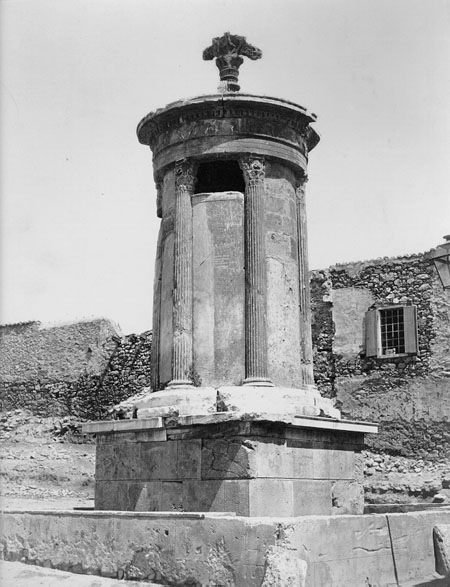
Monumento commemorante la vittoria di Lisicrate nel 335/334 a.C.

Persa in parte la natura simbolica, i ricchi cominciarono ad adottare strategie per minimizzare od evitare spese di liturgia; fenomeno che neppure i tentativi di riforma riuscirono a contenere: infatti, quando Demostene, nel 354 a.C., fece aumentare il numero dei trierarchi a 2.000, alcuni, come Policle, tardarono a svolgere la funzione assegnata costringendo il predecessore, nel caso specifico Apollodoro, a continuare l'incarico.
Altri, invece, preferirono ridurre e controllare le proprie spese liturgiche, fatto che, ormai, non veniva più sentito come una colpa da parte degli obbligati mentre il numero delle cause di antidosi crebbe così come quello di coloro che ricorsero all'occultamento dei beni.
In ogni caso, va notato che il fenomeno del declino della liturgia è difficile da catalogare cronologicamente per via della documentazione eterogenea ed in taluni casi anche contraddittoria che a sua volta ha generato diverse teorie per quanto sia innegabile l'indebolimento del consenso sociale attorno alla liturgia nel corso del IV secolo a.C.
In questo periodo, infatti, crebbe l'ostilità nei confronti delle spese liturgiche che, ormai, erano ritenuti da molti come una forma antiquata di attaccamento al passato (sebbene comunque vi fossero ancora liturgisti noti per la loro magnificenza come attestato dal monumento di Lisicrate) e come un pericolo per la coesione sociale come dimostra il divieto, posto da Licurgo, per le donne ricche di viaggiare in carrozza per non umiliare le donne de popolo.
Infine, nel 317 a.C., Demetrio Falereo impose severe limitazioni al numero di partecipanti ad un banchetto, alle ostentazioni durante i funerari e all'abbigliamento femminile segnando il definitivo incanalamento del fenomeno di magnificenza privato, tipico delle liturgie, in un sistema di filantropia e di mecenatismo pubblico.